# Martin Neary
Martin Neary   (28 de març de 1940) és un organista i director de cor anglès. Va ser organista i director de música a la catedral de Winchester del 1972 al 1988, i organista i mestre dels coristes a l'abadia de Westminster del 1988 al 1998. Neary va néixer a Londres i va estudiar teologia i música a la Universitat de Cambridge.
Els anys a Winchester van ser especialment innovadors. A més d'ampliar el repertori coral tradicional, el doctor Neary va encarregar noves obres de Jonathan Harvey i, en particular, de John Tavener.
Es van fer gires a l'estranger amb el cor de la Catedral i, a més dels seus propis recitals d'orgue a la Catedral, va atreure a organistes distingits de tot el món per tocar-hi, incloent memorablement Daniel Chorzempa, Daniel Hathaway i Marilyn Keizer dels EUA, Raymond Daveluy de Montreal, Peter Planyavsky de Viena i (entre d'altres) del Regne Unit, Ralph Downes. Amb els seus ajudants d'organistes James Lancelot i Timothy Byram-Wigfield va ser el responsable de la planificació de la reconstrucció i l'ampliació de l'orgue de la Catedral per 
"Harrison & Harrison" el 1986-88.
Com a organista de l'abadia de Westminster, va ser el director musical del servei funerari de Diana, princesa de Gal·les, pel qual va ser nomenat tinent de la "Royal Victorian Order" (LVO) a la llista d'honor de Cap d'Any el 1998. La promoció de Neary de la música de John Tavener, la "Cançó per a Athene" d'aquest últim, va ser interpretada pel cor de l'Abadia, ja que el sarcòfag era confirmat pels portadors.
El 22 d'abril de 1998, Wesley Carr, degà de l'abadia de Westminster, va acomiadar Neary del seu càrrec a l'abadia de Westminster per motius de mala conducta greu sobre les finances d'una empresa que ell i la seva dona havien creat per administrar les taxes dels concerts a l'abadia.
Neary va sol·licitar a la reina Isabel II, com a visitant de l'abadia, que resolgués la disputa. La reina va nomenar a Charles Jauncey, el baró Jauncey de Tullichettle, el seu comissari. Lord Jauncey va determinar que la destitució sumària estava justificada. L'informe també afirmava que les habilitats musicals ben reconegudes de Neary i el dur treball que ell i la seva dona havien fet en nom de l'abadia i el cor, no estaven en dubte.
La seva filla, Alice Neary, violoncel·lista, va guanyar el premi Pierre Fournier el 1998 al Wigmore Hall.